# Battigia

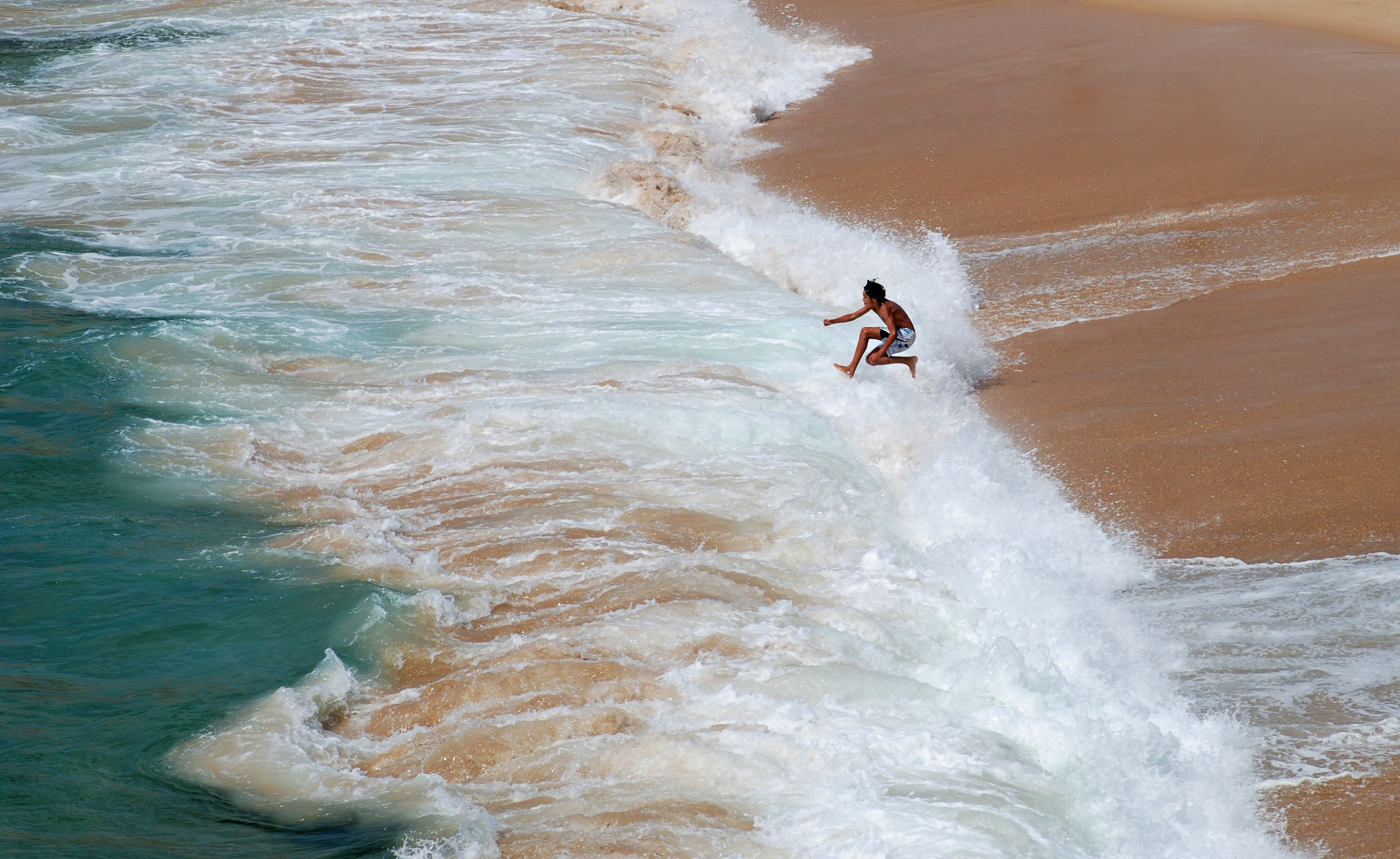
Un ragazzo gioca sulla battigia a Porto Covo, in Portogallo.

La battigia, o bàttima, è quella parte di spiaggia contro cui le onde sbattono al suolo. Si tratta di una fascia la cui larghezza dipende non solo dell'inclinazione del suolo e della forza del moto ondoso, ma anche dell'ampiezza delle maree. Tecnicamente la battigia costituisce la parte superiore della zona intertidale (cioè quella compresa tra bassa e alta marea), ma in Italia questa distinzione di solito non è molto significativa, data la debolezza dei fenomeni di marea su gran parte delle coste.
La linea della battigia viene periodicamente monitorata dalle autorità preposte alla difesa delle coste, per rilevare tempestivamente gli spostamenti della linea di costa e prendere le misure necessarie.

## Termine improprio

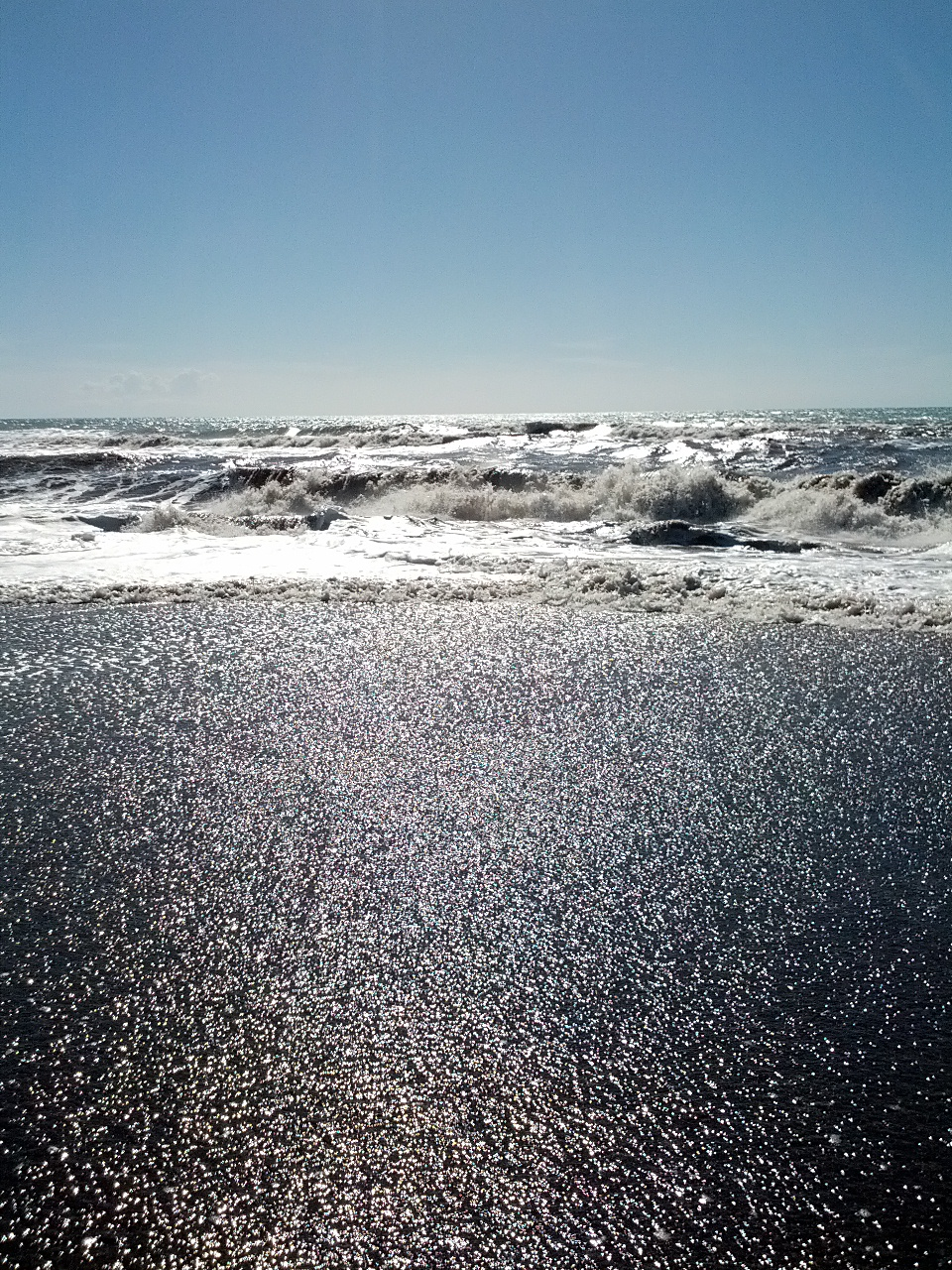
Riflessi di sole sulla battigia

La battigia viene talvolta chiamata bagnasciuga in seguito al  discorso di Benito Mussolini del 24 giugno 1943, che di fronte alle voci su un prossimo sbarco alleato in Sicilia (avvenuto effettivamente poco dopo, il 10 luglio), proclamò che ogni tentativo di sbarco sarebbe stato «... congelato su quella linea che i marinai chiamano bagnasciuga». In realtà il bagnasciuga è la linea di galleggiamento delle navi e non la parte di spiaggia contro cui battono le onde.